# 弘法寺 (徳島県美波町)
弘法寺（こうぼうじ）は、徳島県海部郡美波町にある真言宗大覚寺派の寺院である。山号は小池山。本尊は弘法大師。新四国曼荼羅霊場84番札所。

## 歴史
空海が創建したと伝わるが明らかではない。正保年中（1645年-1648年）に宥賢法印が開山した。江戸時代末期に験効をあらわした当地出身の栄寿法印ゆかりの寺で、「法印さん」の名で親しまれている。

## 交通案内
- 四国旅客鉄道（JR四国）牟岐線 日和佐駅より車で約5分。

## 前後の札所
新四国曼荼羅霊場
83番 神宮寺 ---- 84番 弘法寺 ---- 85番 満徳寺